# Donatiaceae
Famille
Classification APG II (2003)
Classification APG III (2009)
La petite famille des Donatiacées regroupe des plantes dicotylédones ; elle ne comprend que deux espèces appartenant au genre Donatia : Donatia fascicularis et Donatia novae-zelandiae.
Ce sont des plantes herbacées naines, qui forment de larges coussins, originaires des tourbières de Patagonie (Terre de Feu), de Nouvelle-Zélande et de Tasmanie.

## Étymologie
Le nom vient du genre Donatia (en) donné en hommage au médecin, archéologue et botaniste italien Vitaliano Donati.

## Classification
La classification phylogénétique APG (1998) accepte cette famille, et l'assigne à l'ordre des Asterales.
Pour la classification phylogénétique APG II (2003), cette famille est optionnelle : ces plantes peuvent aussi être incorporées dans les Stylidiacées.
Le Angiosperm Phylogeny Website [18 décembre 2006] n'accepte pas cette famille.
En classification phylogénétique APG III (2009) cette famille est invalide et ses genres sont incorporés dans la famille Stylidiaceae.